# Tetraponera natalensis
Tetraponera natalensis är en myrart som först beskrevs av Smith 1858.  Tetraponera natalensis ingår i släktet Tetraponera och familjen myror.

## Underarter
Arten delas in i följande underarter:
- T. n. caffra
- T. n. cuitensis
- T. n. natalensis
- T. n. obscurata
- T. n. usambarensis

## Bildgalleri

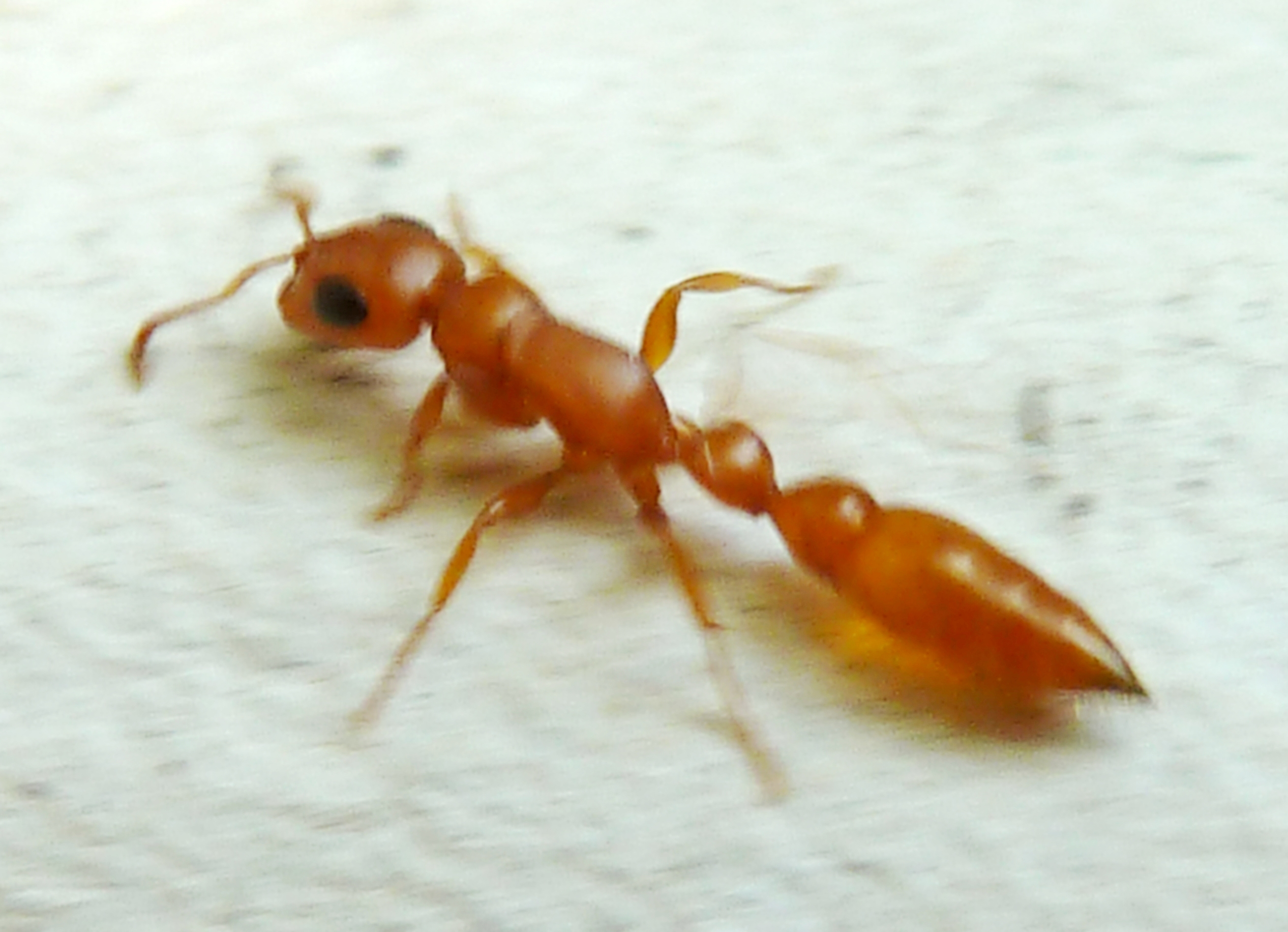
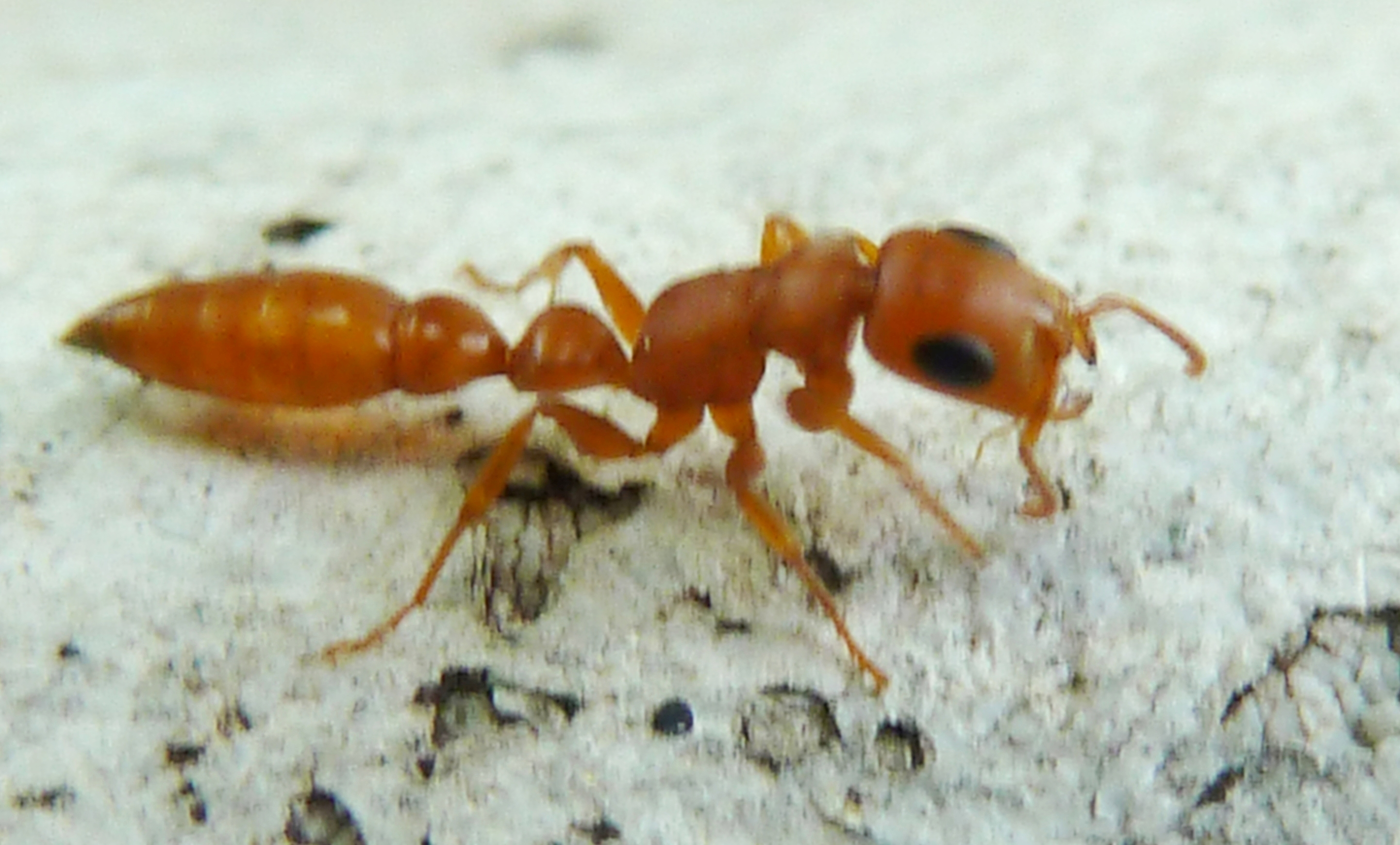
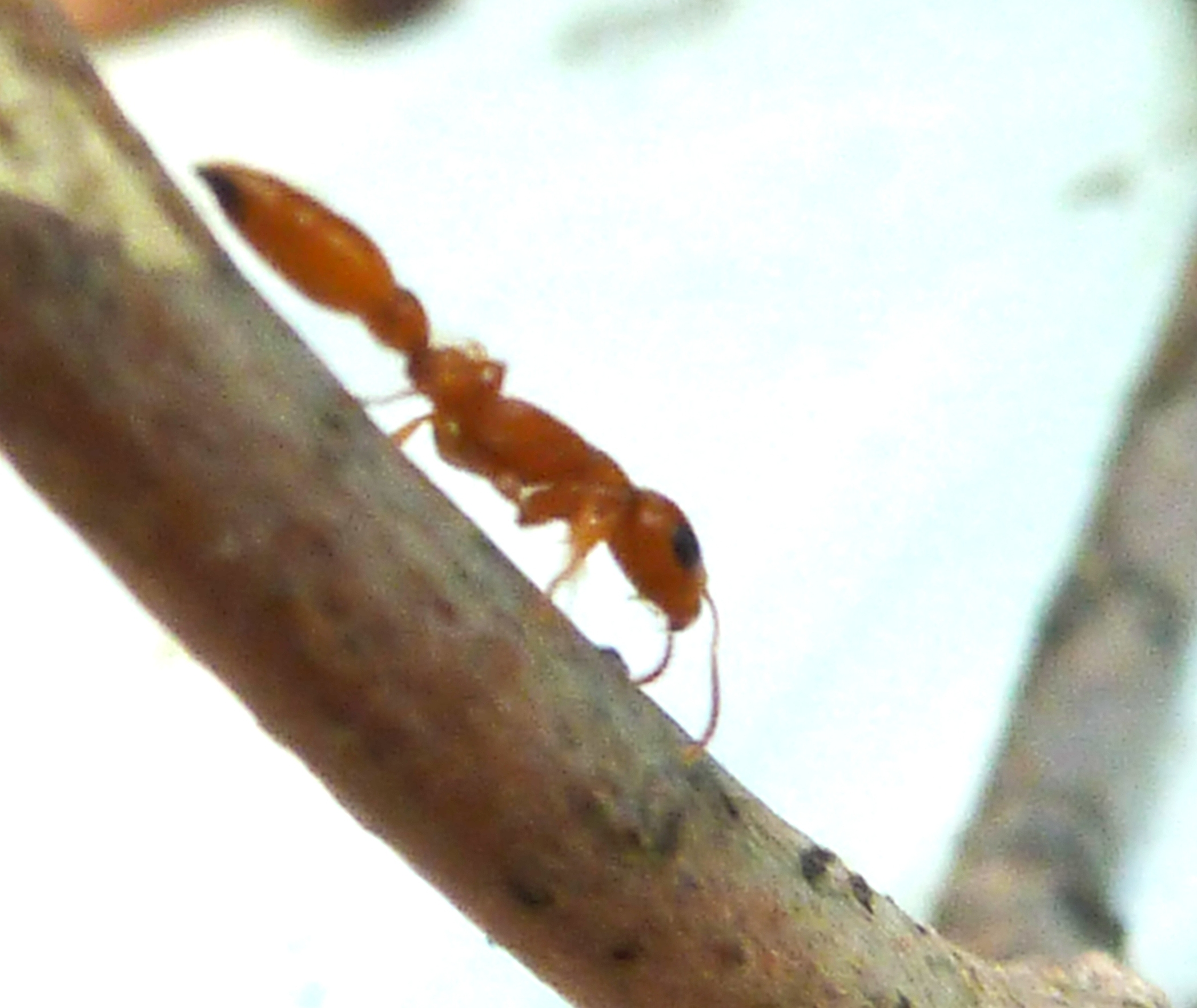
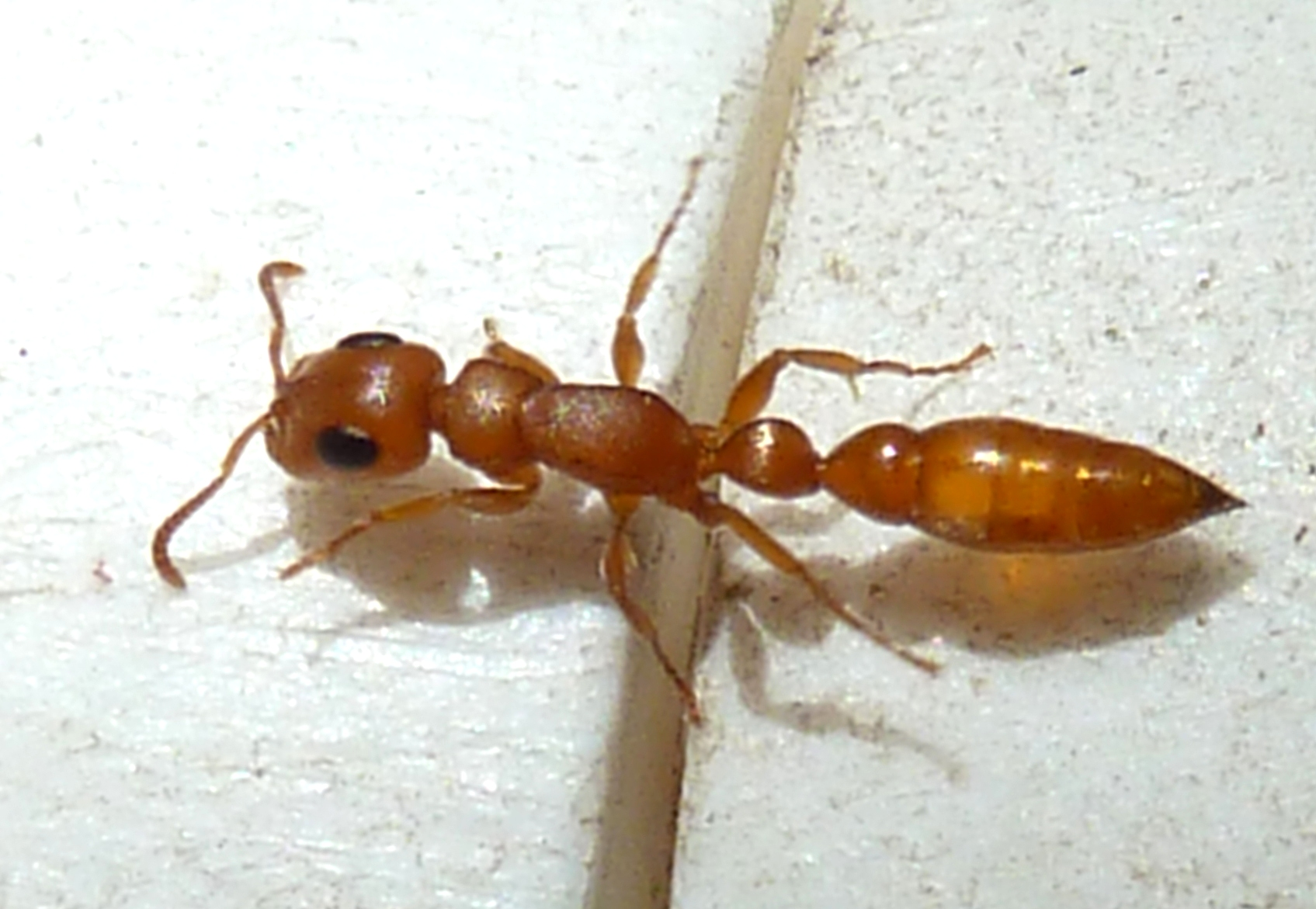